# 1-е Красникове
1-е Красникове (рос. 1-е Красниково) — присілок в Курському районі Курської області Російської Федерації.
Населення становить 187 осіб. Входить до складу муніципального утворення Бесідинська сільрада.

## Історія
Населений пункт розташований на території українського етнічного та культурного краю Східна Слобожанщина.
Від 2004 року входить до складу муніципального утворення Бесідинська сільрада.

## Населення
| 2002 | 2010 |
| ---- | ---- |
| 218  | ↘187 |